# Kenny Barron
Kenny Barron (født 9. juni 1943 i Philadelphia) er en amerikansk jazzpianist. 
Kenny Barron er kendt som en af kongerne indenfor moderne mainstream klaver, og han kendes som en swingende og smagfuldt spillende pianist. Allerede som 12-årig startede han på klaveret, og kom til at spille med i Mel Melvin's r&b band i 1957.
Efter skoletiden flyttede Barron til New York, hvor han spillede med navne som James Moody, Lee Morgan og Lou Donaldson. Derefter gik det stærkt, og Barron kom til at samarbejde med mange store jazzmusikere i tidens løb.
Mest bemærkelsesværdigt var hans samarbejde med Dizzy Gillespie, han indpillede med i fire år imellem 1962-66. Men også navne som Freddie Hubbard, Yusef Lateef, Ron Carter og Stan Getz står på Kenny Barrons lange liste.
I 1980 blev Barron sammen med Charlie Rouse, tidligere saxofonist hos nu afdøde Thelonious Monk, bandledere i gruppen Spheres. Selvom bandet var tænkt som en tribute til Monk, endte de med også at spille egne kompositioner. Barron har desuden indspillet et hav af albums som bandleder for diverse triokonstellationer.

## Diskografi

### Albums
- 1974: Peruvian Blue
- 1990: Invitation
- 1994: Wanton Spirit
- 2005: Live at Bradley's II: The Perfect Set